# Ruta 108 (Costa Rica)
La Ruta 108, oficialmente Ruta Nacional Secundaria 108, es una ruta nacional de Costa Rica ubicada en la provincia de San José.

## Descripción
En la provincia de San José, la ruta atraviesa el cantón de San José (los distritos de Merced, La Uruca), el cantón de Goicoechea (los distritos de Guadalupe, San Francisco), el cantón de Tibás (el distrito de Cinco Esquinas).